# Aleksander Kopeć
Aleksander Kopeć (ur. 12 października 1932 w Wąsowiczówce na Podolu, zm. 28 listopada 2015 w Legnicy) – polski polityk i inżynier mechanik, działacz społeczny. Reprezentant Polski w koszykówce,
wiceprezes Rady Ministrów (1980–1981) i minister przemysłu maszynowego (1975–1980).

## Życiorys
Syn Władysława i Anieli.

### Działalność zawodowa
W 1957 ukończył studia na Politechnice Wrocławskiej, w latach 1957–1962 pracował w Świdnickich Zakładach Urządzeń Przemysłowych, w latach 1962–1967 w Fabryce Wagonów w Świdnicy (był głównym inżynierem i dyrektorem), w latach 1967–1970 pełnił funkcję dyrektora Dolnośląskich Zakładach Wytwórczych Maszyn Elektrycznych „Dolmel” we Wrocławiu. W 1978 obronił pracę doktorską z ekonomii.

### Działalność polityczna
Od lutego 1970 do października 1975 był podsekretarzem w Ministerstwie Przemysłu Maszynowego, w tym od grudnia 1973 jako I zastępca ministra. Od 23 października 1975 do 24 sierpnia 1980 był ministrem tegoż resortu w rządzie Piotra Jaroszewicza i Edwarda Babiucha oraz w rządzie Edwarda Babiucha. Następnie, do 12 lutego 1981 był wicepremierem, gdy rządem przewodniczył Józef Pińkowski. 3 września 1980 w imieniu rządu podpisał porozumienia jastrzębskie z Międzyzakładowym Komitetem Strajkowym w Jastrzębiu-Zdroju. Od grudnia 1982 do sierpnia 1985 był członkiem Rady Społeczno-Gospodarczej przy Sejmie PRL.
Od 1953 należał do Polskiej Zjednoczonej Partii Robotniczej, od grudnia 1975 do lutego 1980 był zastępcą członka, od lutego 1980 do lipca 1981 członkiem Komitetu Centralnego PZPR.
W latach 1976–1984 był prezesem Zarządu Głównego Naczelnej Organizacji Technicznej. W 1983 wybrany w skład Krajowej Rady Towarzystwa Przyjaźni Polsko-Radzieckiej.
W latach 1975–1977 oraz 1987–1990 był prezesem Stowarzyszenia Inżynierów i Techników Mechaników Polskich.
Pochowany w Niedźwiedzicach koło Chojnowa.

### Kariera sportowa
W młodości trenował koszykówkę, od 1952 był zawodnikiem drużyny seniorów Gwardii Wrocław, z którą w 1956 awansował do I ligi. W 1956 wystąpił w dwóch spotkaniach reprezentacji Polski

### Odznaczenia
Odznaczony Krzyżem Oficerskim Orderu Odrodzenia Polski i Orderem Sztandaru Pracy I i II Klasy.

## Publikacje książkowe
- Rola resortu we wdrażaniu metod kompleksowego oddziaływania na jakość, 1973
- Konferencja nt. Postęp naukowo-techniczny jako podstawowy czynnik rozwoju przemysłu. Warszawa, 3–4 stycznia 1980, 1980
- Referat generalny-programowy Prezesa NOT [XXVIII Kongres Techników Polskich, Łódź, 8–10 października 1982 r.], 1982
- Postęp techniczny w przemyśle polskim. Fakty i mity, 1987
- Jak zostać prominentem, 1988
- Stracone szanse... Relacje z wirażu, 1991
- Kto zdradził?..., 1995
- Stan wojenny i co dalej?, 1997
- Pułapka historii..., 1998
- Gorączka demokracji, 1999
- Jak obalano socjalizm, 1999